# Manu Sánchez Vázquez
Manuel Sánchez Vázquez, más conocido como Manu o Manu Sánchez (Dos Hermanas, Sevilla, 5 de septiembre de 1985), es un comediante, presentador y actor español.

## Biografía
Manu Sánchez se dio a conocer en la televisión autonómica andaluza, Canal Sur, con apenas 20 años, en el programa Hagamos el humor, emitido en verano de 2005, dirigido por Tomás Summers y Germán Ameave y presentado por Guillermo Summers e Ivonne Reyes. Entre 2006 y 2007 presentó su primer programa, De la mano de Manu (Canal Sur), formado por varias secciones: monólogos, entrevistas a diferentes personajes famosos, reportajes en la calle, entrevistas ficticias en clave de humor a personajes ya fallecidos y actuaciones en directo. Entre sus colaboradores estaban: Dieguito, Silvia Medina y Rakel Winchester. Durante la programación especial de la Navidad de 2006, Manu protagonizó varios programas especiales en Canal Sur.
Presentó junto a Paz Padilla, Manolo Sarria y Ángel Rielo el programa Nochebuena Andaluza en el año 2007
Presentó con el motivo de los 20 años de Canal Sur Televisión el programa de humor 20 años de Humor
Posteriormente, condujo el programa Colga2 con Manu, emitido en Canal Sur 2 y que trataba los temas de actualidad en clave de humor. Algunos de sus colaboradores fueron: Inés La Maga, Miguel Ángel Rodríguez «El Sevilla», el actor José Mari, Valérie Tasso la sexóloga y el filósofo David Vico.
Durante el verano de 2009 dirigió el programa Andaluces, somos más y mejores para Canal Sur. En este programa, Manu tenía la misión de terminar con los tópicos y estereotipos de Andalucía.
Desde 2009 dirigió y presentó La semana más larga, programa semanal emitido por Canal Sur 2, los miércoles a partir de las 22:15, y que contaba con colaboradores como El Sevilla, Valérie Tasso, David Vico el filósofo y la modelo Anabel Armario. En 2013, la cadena decidió cancelar el programa y prescindir de Manu Sánchez debido a recortes presupuestarios.
En 2011 colaboró con Miguel Ángel Rodríguez «El Sevilla» y su grupo musical Mojinos Escozíos en una canción de su nuevo álbum, llamado Mená chatruá.
Presentó, junto al equipo de Canal Sur, los cuartos de final, semifinal y gran final del COAC 2011 y 2012 en el Gran Teatro Falla de Cádiz. En el año 2012 participa en el pregón de Niña Pastori del Carnaval de Cádiz, en la Plaza de San Antonio.
En el verano de 2012 presentó Satán y Eva en Canal Sur junto a la modelo y presentadora Eva González. Un programa de humor basado en vídeos de archivo que recopilaban los mejores momentos vividos en la cadena pública
Tras su salida de Canal Sur, Manu Sánchez colaboró ocasionalmente en Zapeando, programa de laSexta y el 9 de noviembre de 2013 estrenó su obra de teatro El rey Solo. Mi reino por un puchero.
De octubre de 2014, y durante unos meses, participó como colaborador en Anda ya, programa matinal de Los 40.
Desde abril de 2015 y hasta junio de 2015 fue director y presentó El último mono, un late night show semanal emitido por laSexta. Tras su paso por la cadena nacional estrenó en octubre de 2015, El último santo, su segunda obra teatral con la que continuó de gira, espectáculo en el que encarnó al mismísimo Satán para anunciar la llegada del Apocalipsis. En este mismo mes se incorporó como colaborador al equipo de Cadena SER donde analizaba semanalmente la actualidad en el programa La ventana Andalucía con su perfil social más comprometido.
En abril de 2016 comenzó como presentador en Vuelta y vuelta, un programa de reportajes semanal emitido por Canal Sur. Según la productora del programa 16 escalones, «es un programa de reportajes en clave de humor que tiene como objetivo mostrar una perspectiva de Andalucía, y de temas de la comunidad, desde la que nunca antes se había retratado».
Manu Sánchez se unió en 2017 al equipo de All you need is love... o no, programa de televisión español producido por Zeppelin TV y emitido en Telecinco. Estaba presentado por Risto Mejide en colaboración con Irene Junquera, David Guapo y América Valenzuela.
En noviembre de 2017 presentó su primer libro, Surnormal profundo, un libro humorístico acerca de lo andaluz y temas de actualidad (Manu siempre ha sido defensor del andaluz). En marzo de 2018 su segundo trabajo literario, Confesión de un ateo y cofrade. Primer pregón heterodoxo de la Semana Santa de Sevilla, un libro que recoge el discurso pronunciado por el humorista en marzo de 2017 como clausura del ciclo “Apócrifos e integrados. La Semana Santa heterodoxa", además de contenido inédito.
Entre una publicación y otra, Manu se embarcó en un nuevo proyecto teatral, el tercero, El buen dictador, comedia que pone el broche final a la trilogía monarquía-iglesia-estado tras el éxito cosechado por El rey Solo. Mi reino por un puchero y El último santo. Se estrenó en diciembre de 2017.
En febrero de 2018, la Delegación del Gobierno de la Junta de Andalucía en Sevilla, le concedió la Bandera de Andalucía con motivo del 28 de febrero, Día de Andalucía.
En mayo de 2018 participó como concursante en Bailando con las estrellas, programa de baile en TVE, con la bailarina Mireya Arizmendi como pareja
En septiembre de 2018 se hizo cargo, junto a Fran Ronquillo, de La cámara de los balones espacio de humor, actualidad y deporte de Cadena SER Andalucía. Ese mismo mes, se anunció también su participación en la séptima edición de Tu cara me suena de Antena 3. 
En enero de 2019 se unió como colaborador a La ventana, dirigida por Carles Francino en la Cadena SER, con una sección semanal de actualidad y opinión llamada 'La ventana del sur'.
Desde octubre de 2019 presenta y produce Tierra de talento, talent show musical de Canal Sur Televisión
En mayo de 2023 reconoce que padece un cáncer testicular.
En enero de 2025, recibe el Premio Iris Mejor Presentador Autonómico 2024, concedido por la Academia de la Televisión. 

## Trayectoria

### Televisión
| Año             | Programa                                   | Canal       | Notas                         |
| --------------- | ------------------------------------------ | ----------- | ----------------------------- |
| 2005            | Hagamos el humor                           | Canal Sur   | Colaborador                   |
| 2006 - 2007     | De la mano de Manu                         | Canal Sur   | Presentador                   |
| 2008 - 2009     | Colga2 con Manu                            | Canal Sur 2 | Presentador                   |
| 2009            | Andaluces levantaos... somos más y mejores | Canal Sur   | Presentador                   |
| 2009 - 2012     | 'La semana más larga'                      | Canal Sur 2 | Presentador                   |
| 2011            | Saque bola                                 | Canal Sur   | Presentador                   |
| 2012            | Satán y Eva                                | Canal Sur   | Presentador                   |
| 2012 - 2013     | 'La semana más larga'                      | Canal Sur   | Presentador                   |
| 2013 - 2015     | Zapeando                                   | La Sexta    | Colaborador                   |
| 2015            | El último mono                             | La Sexta    | Presentador                   |
| 2016            | Vuelta y vuelta                            | Canal Sur   | Presentador                   |
| 2017            | All you need is love... o no               | Telecinco   | Colaborador                   |
| 2018            | Bailando con las estrellas                 | La 1        | Concursante (3er finalista)   |
| 2018 - 2019     | Tu cara me suena                           | Antena 3    | Concursante (8.º clasificado) |
| 2019            | La mejor canción jamás cantada             | La 1        | Jurado invitado               |
| 2019            | ¿Juegas o qué?                             | La 1        | Presentador                   |
| 2019            | Mi gran noche                              | Canal Sur   | Invitado                      |
| 2019 - presente | Tierra de talento                          | Canal Sur   | Presentador                   |
| 2020            | Pasapalabra                                | Antena 3    | Invitado (3 programas)        |
| 2020            | Escala sur                                 | Canal Sur   | Invitado                      |
| 2020 - 2021     | Liarla Pardo                               | La Sexta    | Colaborador                   |
| 2020 - 2021     | Tierra de 2021                             | Canal Sur   | Presentador                   |
| 2021            | 28F de Talento                             | Canal Sur   | Presentador                   |
| 2021 - 2022     | Tierra de 2022                             | Canal Sur   | Presentador                   |
| 2022            | Somos Música                               | Canal Sur   | Presentador                   |

Feliz 2020
Tierra de 2021
20 años de Canal Fiesta Radio
Tierra de 2022
Tierra de 2023
Tierra de 2024
Tierra de 2025
Gala de Andalucía 2021
Gala de Andalucía 2022
Gala de Andalucía 2023
Gala de Andalucía 2024
Gala de Andalucía 2025
Especial Manuel Alejandro
Especial Rocío Jurado

### Radio
- Colaborador en Anda ya de Los 40 (2014).
- Columnista en La ventana Andalucía de Cadena SER (2015-actualmente)
- Director y presentador en La cámara de los balones Andalucía de Radio Sevilla Cadena SER (2018).
- Columnista en La ventana de Cadena SER (2019-actualmente)

## Libros
- Surnormal profundo, Editorial Aguilar, Madrid, 2017. ISBN 978-84-035-1831-5.
- Confesión de un ateo y cofrade. Primer pregón heterodoxo de la Semana Santa de Sevilla, El Paseo Editorial, Sevilla, 2018. ISBN 978-84-948112-2-7

## Distinciones individuales
- Medalla de Oro de la Provincia de Sevilla: 2022.[23]
- Premio Iris Mejor Presentador Autonómico 2024, por Somos música (Canal Sur Televisión), concedido por la Academia de Televisión y de las Ciencias y Artes del Audiovisual. [24]